# 1652 Hergé
Hergé (asteróide 1652) é um asteróide da cintura principal, a 1,9151254 UA. Possui uma excentricidade de 0,1494123 e um período orbital de 1 234 dias (3,38 anos).
Hergé tem uma velocidade orbital média de 19,84968836 km/s e uma inclinação de 3,19317º.
Esse asteróide foi descoberto em 9 de Agosto de 1953 por S. Arend.
Seu nome é uma homenagem ao desenhista de banda desenhada belga Georges Remi, também conhecido como Hergé.